# Epilepsia postraumática
La epilepsia postraumática (TEP) es una forma de epilepsia adquirida que resulta de un daño cerebral causado por un traumatismo físico en el 
cerebro (lesión cerebral traumática, abreviada LCT). Una persona con TEP experimenta convulsiones postraumáticas repetidas (PTS, convulsiones que resultan de la LCT) más de una semana después de la lesión inicial. Se estima que el TEP constituye el 5% de todos los casos de epilepsia y más del 20% de los casos de epilepsia adquirida. (en la que las convulsiones están causadas por una afección cerebral orgánica identificable).
No se sabe quién desarrollará epilepsia después de un TCE y quién no. Sin embargo, la probabilidad de que una persona desarrolle TEP está influida por la gravedad y el tipo de lesión; por ejemplo, las lesiones penetrantes y las que implican hemorragia dentro del cerebro confieren un mayor riesgo. La aparición del TEP puede producirse poco tiempo después del traumatismo físico que lo causa, o meses o años después. Las personas con traumatismo craneoencefálico pueden seguir teniendo un mayor riesgo de sufrir convulsiones postraumáticas que la población general incluso décadas después de la lesión. El TEP puede estar causado por varios procesos bioquímicos que se producen en el cerebro después de un traumatismo, como la sobreexcitación de las células cerebrales y el daño de los tejidos cerebrales por los radicales libres.
Las medidas diagnósticas incluyen la electroencefalografía (EEG) y técnicas de imagen cerebral como la resonancia magnética, pero no son totalmente fiables. Los fármacos antiepilépticos no previenen la aparición de TEP tras un traumatismo craneoencefálico, pero pueden utilizarse para tratar la enfermedad en caso de que se produzca. Cuando la medicación no funciona para controlar las convulsiones, puede ser necesaria la cirugía. Las técnicas quirúrgicas modernas para el TEP tienen sus raíces en el siglo XIX, pero la trepanación (cortar el cráneo para hacer un agujero) puede haberse utilizado para esta afección en culturas antiguas.

## Clasificación
Tras un traumatismo craneoencefálico pueden producirse crisis epilépticas, denominadas crisis postraumáticas (CPT). Sin embargo, no todas las personas que sufren convulsiones postraumáticas seguirán padeciendo epilepsia postraumática, ya que esta última es una enfermedad crónica. No obstante, los términos STP y TEP se utilizan indistintamente en la literatura médica. Las crisis debidas a epilepsia postraumática se diferencian de las crisis postraumáticas no epilépticas en función de su causa y del momento posterior al traumatismo. Una persona con TEP tiene crisis tardías, es decir, las que se producen más de una semana después del traumatismo inicial. Se considera que las crisis tardías no son provocadas, mientras que las crisis tempranas (las que se producen en el plazo de una semana tras el traumatismo) son el resultado de los efectos directos de la lesión. Una crisis provocada es aquella que se debe a una causa excepcional y no recurrente, como los efectos inmediatos del traumatismo, y no a un defecto del cerebro; no es un indicio de epilepsia. Por lo tanto, para el diagnóstico de TEP, las crisis deben ser no provocadas.
Existe desacuerdo sobre si definir el TEP como la aparición de una o más crisis tardías no provocadas, o si el trastorno sólo debe diagnosticarse en personas con dos o más. Las fuentes médicas suelen considerar que existe TEP si se produce una sola crisis no provocada, pero más recientemente se ha aceptado restringir la definición de todos los tipos de epilepsia para incluir sólo los trastornos en los que se produce más de una.  Exigir más de una crisis para el diagnóstico de TEP está más en consonancia con la definición moderna de epilepsia, pero elimina a las personas en las que las crisis se controlan con medicación tras la primera crisis.
Al igual que en otras formas de epilepsia, los tipos de crisis en la TEP pueden ser parciales (afectan sólo a parte de un hemisferio cerebral) o generalizadas (afectan a ambos hemisferios y se asocian a pérdida de conciencia). En aproximadamente un tercio de los casos, las personas con TEP tienen crisis parciales; éstas pueden ser simples o complejas.  En las crisis parciales simples, el nivel de consciencia no se altera, mientras que en las crisis parciales complejas la consciencia se deteriora. Cuando se producen crisis generalizadas, pueden comenzar como crisis parciales y luego extenderse hasta convertirse en generalizadas.

## Causas

Incidencia acumulada tras 30 años de TEP en personas con traumatismo craneoencefálico.

No está claro por qué algunos pacientes desarrollan TEP y otros con lesiones muy similares no. Sin embargo, se han identificado posibles factores de riesgo, como la gravedad y el tipo de lesión, la presencia de convulsiones tempranas y factores genéticos.

### Genética
La genética puede desempeñar un papel en el riesgo de que una persona desarrolle TEP; las personas con el alelo ApoE-ε4 pueden tener un mayor riesgo de TEP, el alelo Hp2-2 de la haptoglobina puede ser otro factor de riesgo genético, posiblemente porque se une mal a la hemoglobina y, por lo tanto, permite que se escape más hierro y dañe los tejidos, sin embargo, la mayoría de los estudios han descubierto que tener familiares con epilepsia no aumenta significativamente el riesgo de TEP, lo que sugiere que la genética no es un factor de riesgo importante.

### Gravedad del trauma
Cuanto más grave es el traumatismo craneoencefálico, más probable es que una persona sufra un TEP tardío. Los datos indican que los traumatismos craneoencefálicos leves no confieren un mayor riesgo de desarrollar un TEP, mientras que los tipos más graves sí lo hacen. En el TCE leve simple, el riesgo de TEP es aproximadamente 1,5 veces superior al de la población no lesionada. Según algunas estimaciones, hasta la mitad de las personas con traumatismo craneoencefálico grave experimentan TEP; otras estimaciones sitúan el riesgo en el 5% para todos los pacientes con TCE y en el 15-20% para el TCE grave. Un estudio descubrió que el riesgo a 30 años de desarrollar TEP era del 2,1% para el TCE leve, del 4,2% para el moderado y del 16,7% para las lesiones graves, como se muestra en el gráfico de la derecha.

### Naturaleza del trauma
La naturaleza del traumatismo craneoencefálico también influye en el riesgo de TEP. Las personas con fracturas de cráneo deprimidas, traumatismo craneoencefálico penetrante, estrés postraumático precoz y hematomas intracerebrales y subdurales debidos al traumatismo craneoencefálico son especialmente propensas a padecer TEP, que se produce en más del 30% de las personas con cualquiera de estos hallazgos. Alrededor del 50% de los pacientes con traumatismo craneoencefálico penetrante desarrollan TEP, y las lesiones por misiles y la pérdida de volumen cerebral se asocian con una probabilidad especialmente alta de desarrollar la afección.  Las lesiones que se producen en entornos militares conllevan un riesgo de TEP más alto de lo habitual, probablemente porque suelen implicar lesiones cerebrales penetrantes y daño cerebral en una zona más extensa. Los hematomas intracraneales, en los que la sangre se acumula dentro del cráneo, son uno de los factores de riesgo más importantes de TEP. El hematoma subdural confiere un riesgo más alto de TEP que el hematoma epidural, posiblemente porque causa más daño al tejido cerebral. La cirugía intracraneal repetida confiere un alto riesgo de TEP tardío, posiblemente porque las personas que necesitan más cirugía tienen más probabilidades de presentar factores asociados a un traumatismo cerebral peor, como hematomas grandes o inflamación cerebral. Además, las probabilidades de desarrollar TEP difieren según la localización de la lesión cerebral: se ha descubierto que una contusión cerebral que se produce en uno u otro de los lóbulos frontales conlleva un riesgo de TEP del 20%, mientras que una contusión en uno de los lóbulos parietales conlleva un riesgo del 19% y una en un lóbulo temporal conlleva una probabilidad del 16%. Cuando las contusiones se producen en ambos hemisferios, el riesgo es del 26% para los lóbulos frontales, del 66% para los parietales y del 31% para los temporales.

### Convulsiones postraumáticas
El riesgo de que una persona desarrolle un TEP aumenta, pero no al 100%, si se produce un STP. Dado que muchos de los factores de riesgo de TEP y STP precoz son los mismos, se desconoce si la aparición de un STP es un factor de riesgo en sí mismo. Sin embargo, incluso independientemente de otros factores de riesgo comunes, se ha observado que el STP precoz aumenta el riesgo de TEP en más del 25% en la mayoría de los estudios. Una persona que tiene una convulsión tardía tiene un riesgo aún mayor de tener otra que una que tiene un TEP temprano; la epilepsia ocurre en el 80% de las personas que tienen una convulsión tardía. El estado epiléptico, una convulsión continua o múltiples convulsiones en rápida sucesión, está especialmente correlacionado con el desarrollo de TEP; las convulsiones de estado ocurren en el 6% de todas las LCT pero están asociadas con TEP el 42% de las veces, y detener rápidamente una convulsión de estado reduce las posibilidades de desarrollo de TEP.

### Fisiopatología
Por razones desconocidas, los traumatismos pueden causar cambios en el cerebro que conducen a la epilepsia. Hay varios mecanismos propuestos por los que la LCT causa TEP, más de uno de los cuales puede estar presente en una persona determinada. En el periodo entre una lesión cerebral y la aparición de la epilepsia, las células cerebrales pueden formar nuevas sinapsis y axones, sufrir apoptosis o necrosis y experimentar una expresión génica alterada. Además, el daño en zonas especialmente vulnerables del córtex, como el hipocampo, puede dar lugar a TEP.
La sangre que se acumula en el cerebro tras una lesión puede dañar el tejido cerebral y provocar epilepsia. Los productos resultantes de la descomposición de la hemoglobina de la sangre pueden ser tóxicos para el tejido cerebral. La «hipótesis del hierro» sostiene que el TEP se debe al daño provocado por los radicales libres de oxígeno, cuya formación es catalizada por el hierro de la sangre. Los experimentos con ratas han demostrado que la inyección de hierro en el cerebro puede producir ataques epilépticos. El hierro cataliza la formación de radicales hidroxilo mediante la reacción de Haber-Weiss; estos radicales libres dañan las células cerebrales al peroxidar los lípidos de sus membranas. El hierro de la sangre también reduce la actividad de una enzima llamada óxido nítrico sintasa, otro factor que se cree que contribuye al TEP.
Tras una LCT, existen anomalías en la liberación de neurotransmisores, sustancias químicas utilizadas por las células cerebrales para comunicarse entre sí; estas anomalías pueden desempeñar un papel en el desarrollo del TEP. La LCT puede provocar la liberación excesiva de glutamato y otros neurotransmisores excitadores (aquellos que estimulan las células cerebrales y aumentan la probabilidad de que se disparen). Esta liberación excesiva de glutamato puede provocar excitotoxicidad, daño a las células cerebrales por sobreactivación de los receptores bioquímicos que se unen y responden a los neurotransmisores excitatorios. La sobreactivación de los receptores de glutamato daña las neuronas; por ejemplo, conduce a la formación de radicales libres. La excitotoxicidad es un posible factor en el desarrollo del TEP; puede conducir a la formación de un foco epileptógeno crónico. Un foco epiléptico es la parte del cerebro en la que se originan las descargas epilépticas.
Además de los cambios químicos en las células, en el cerebro pueden producirse cambios estructurales que conduzcan a la epilepsia. Las convulsiones que se producen poco después de una LCT pueden reorganizar las redes neuronales y provocar convulsiones repetidas y espontáneas más adelante. La hipótesis del kindling sugiere que en el cerebro se forman nuevas conexiones neuronales que provocan un aumento de la excitabilidad. La palabra kindling es una metáfora: la forma en que aumenta la respuesta del cerebro a los estímulos a lo largo de exposiciones repetidas es similar a la forma en que pequeñas ramitas ardiendo pueden producir un gran incendio. Esta reorganización de las redes neuronales puede hacerlas más excitables. Las neuronas que se encuentran en un estado hiperexcitable debido a un traumatismo pueden crear un foco epiléptico en el cerebro que provoque convulsiones. Además, un aumento de la excitabilidad de las neuronas puede ir acompañado de una pérdida de neuronas inhibidoras que normalmente sirven para reducir la probabilidad de que otras neuronas se disparen; estos cambios también pueden producir TEP.

## Diagnóstico

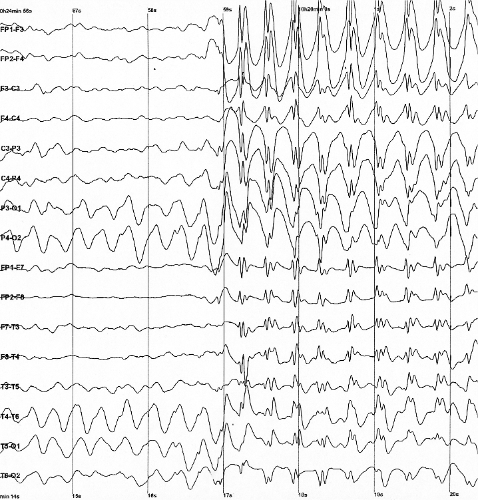
El EEG muestra una actividad anormal en algunos tipos de trastornos convulsivos, pero puede o no mostrar hallazgos anormales en el TEP.

Para ser diagnosticado de TEP, una persona debe tener antecedentes de traumatismo craneoencefálico y no tener antecedentes de convulsiones antes de la lesión. Presenciar una convulsión es la forma más eficaz de diagnosticar un TEP. La electroencefalografía (EEG) es una herramienta utilizada para diagnosticar un trastorno convulsivo, pero es posible que una gran parte de las personas con TEP no presenten los hallazgos «epileptiformes» anormales del EEG indicativos de epilepsia. En un estudio, aproximadamente una quinta parte de las personas que tenían EEG normales tres meses después de una lesión desarrollaron posteriormente TEP. Sin embargo, aunque el EEG no sirve para predecir quién desarrollará TEP, puede ser útil para localizar el foco epiléptico, determinar la gravedad y predecir si una persona tendrá más crisis si deja de tomar antiepilépticos.
La resonancia magnética (RM) se realiza en personas con TEP, y la TC puede utilizarse para detectar lesiones cerebrales si la RM no está disponible. Sin embargo, con frecuencia no es posible detectar el foco epiléptico mediante neuroimagen.
Para el diagnóstico de TEP, las convulsiones no deben ser atribuibles a otra causa obvia. Las convulsiones que se producen después de un traumatismo craneoencefálico no se deben necesariamente a la epilepsia o incluso al traumatismo craneoencefálico. Como cualquier otra persona, los supervivientes de TCE pueden tener convulsiones debido a factores como desequilibrios de líquidos o electrolitos, epilepsia por otras causas, hipoxia (oxígeno insuficiente) e isquemia (flujo sanguíneo insuficiente al cerebro). La abstinencia de alcohol es otra posible causa de convulsiones, por lo que estos factores deben descartarse como causas de convulsiones en personas con traumatismo craneoencefálico antes de poder realizar un diagnóstico de TEP.

## Prevención
La prevención de la TEP implica la prevención de los traumatismos cerebrales en general; entre las medidas de protección se incluyen los cascos para ciclistas y los asientos de seguridad para niños. No existe ningún tratamiento específico para prevenir el desarrollo de la epilepsia después de que se produzca una TCE. En el pasado, los fármacos antiepilépticos se utilizaban con la intención de prevenir el desarrollo de la TEP. Sin embargo, aunque los fármacos antiepilépticos pueden prevenir la TEP temprana, los estudios clínicos no han logrado demostrar que el uso profiláctico de fármacos antiepilépticos prevenga el desarrollo de la TEP.  No está claro por qué los fármacos antiepilépticos de los ensayos clínicos no han logrado impedir el desarrollo del TEP, pero se han ofrecido varias explicaciones: puede que los fármacos simplemente no sean capaces de prevenir la epilepsia, o puede que los ensayos farmacológicos se hayan establecido de tal forma que no permitieran encontrar un beneficio de los fármacos (p. ej., los fármacos pueden haberse administrado en cantidades demasiado pequeñas). Los estudios con animales tampoco han demostrado un efecto protector de los fármacos anticonvulsivos más utilizados en los ensayos de TEP, como la fenitoína y la carbamazepina. Los fármacos antiepilépticos se recomiendan para prevenir las convulsiones tardías sólo para las personas en las que ya se ha diagnosticado TEP, no como medida preventiva. Sobre la base de los estudios mencionados, no se acepta de forma generalizada ningún tratamiento para prevenir el desarrollo de epilepsia[19]. [19] Sin embargo, se ha propuesto que puede existir un estrecho margen de aproximadamente una hora después de la LCT durante el cual la administración de antiepilépticos podría prevenir la epileptogénesis (el desarrollo de epilepsia). No hay pruebas que apoyen o vayan en contra del uso de fármacos antiepilépticos para la profilaxis del TEP tardío.
También se han investigado los corticosteroides para la prevención de la TEP, pero los ensayos clínicos revelaron que los fármacos no reducían la TEP tardía y que, de hecho, estaban relacionados con un aumento del número de TEP tempranas.

## Tratamiento

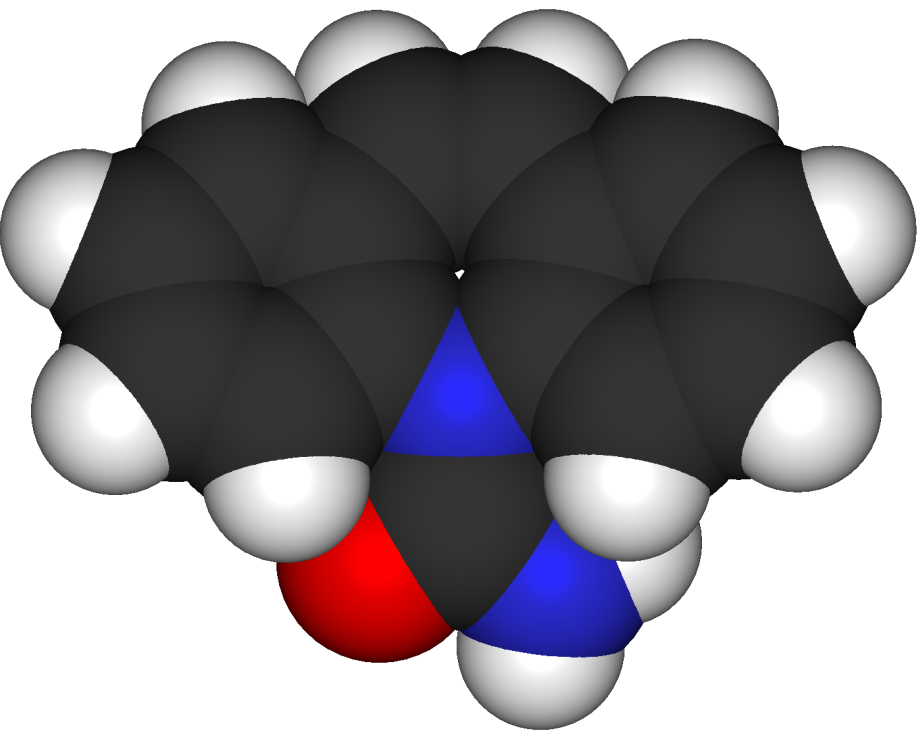
Carbamazepina, utilizada habitualmente para tratar el TEPT

Pueden administrarse fármacos antiepilépticos para prevenir nuevas convulsiones; estos fármacos eliminan las convulsiones en aproximadamente el 35% de las personas con TEP. Sin embargo, los antiepilépticos sólo previenen las convulsiones mientras se toman; no reducen la aparición una vez que el paciente deja de tomar los fármacos. La medicación puede interrumpirse después de que las convulsiones se hayan controlado durante dos años. El TEP suele ser difícil de tratar con terapia farmacológica y los fármacos antiepilépticos pueden asociarse a efectos secundarios. Los antiepilépticos carbamazepina y valproato son los fármacos más utilizados para tratar el TEP; la fenitoína también puede utilizarse, pero puede aumentar el riesgo de efectos secundarios cognitivos como el deterioro del pensamiento. Otros fármacos utilizados habitualmente para tratar el TEP son el clonazepam, el fenobarbitol, la primidona, la gabapentina y la etosuximida.  Entre los fármacos antiepilépticos probados para la prevención de convulsiones después de un TCE (fenitoína, ácido valproico, carbamazepina, fenobarbital), ninguna prueba de ensayos controlados aleatorizados ha demostrado la superioridad de uno sobre otro.
Las personas cuya TEP no responde a la medicación pueden someterse a cirugía para extirpar el foco epileptógeno, la parte del cerebro que provoca las crisis. Sin embargo, la cirugía para la TEP puede ser más difícil que para la epilepsia por otras causas, y es menos probable que sea útil en la TEP que en otras formas de epilepsia. En la TEP puede ser especialmente difícil localizar el foco epiléptico, en parte porque la TEP puede afectar a zonas difusas del cerebro.  La dificultad para localizar el foco epiléptico se considera un factor disuasorio para la cirugía, sin embargo, para las personas con esclerosis en el lóbulo temporal mesial (en el aspecto interno del lóbulo temporal), que constituyen aproximadamente un tercio de las personas con TEP intratable, es probable que la cirugía tenga buenos resultados, cuando hay múltiples focos epilépticos o no se puede localizar el foco, y el tratamiento farmacológico no es eficaz, la estimulación del nervio vago es otra opción para tratar la TEP.
Las personas con TEP tienen visitas de seguimiento, en las que los profesionales sanitarios controlan la función neurológica y neuropsicológica y evalúan la eficacia y los efectos secundarios de los medicamentos. Al igual que con otros tipos de epilepsia, se aconseja a las personas con TEP que tengan precaución al realizar actividades para las que las convulsiones podrían ser especialmente arriesgadas, como la escalada en roca.

## Pronóstico
El pronóstico de la epilepsia debida a traumatismos es peor que el de la epilepsia de causa indeterminada. Se cree que las personas con TEP tienen una esperanza de vida más corta que las personas con lesiones cerebrales que no sufren convulsiones. En comparación con las personas con lesiones cerebrales estructurales similares pero sin TEP, las personas con TEP tardan más en recuperarse de la lesión, tienen más problemas cognitivos y motores y obtienen peores resultados en las tareas cotidianas.  Este hallazgo puede sugerir que el TEP es un indicador de una lesión cerebral más grave, en lugar de una complicación que por sí misma empeora el resultado. También se ha descubierto que el TEP se asocia con peores resultados sociales y funcionales, pero no empeora la rehabilitación de los pacientes ni su capacidad para volver al trabajo. Sin embargo, las personas con TEP pueden tener problemas para encontrar empleo si admiten tener convulsiones, especialmente si su trabajo implica manejar maquinaria pesada.
El periodo de tiempo entre una lesión y el desarrollo de epilepsia varía, y no es raro que a una lesión le siga un periodo latente sin convulsiones recurrentes. Cuanto más tiempo pase una persona sin desarrollar convulsiones, menores son las probabilidades de que se desarrolle epilepsia. Al menos el 80-90% de las personas con TEP tienen su primera convulsión en los dos años siguientes a la LCT. Las personas sin convulsiones en los tres años siguientes a la lesión sólo tienen un 5% de probabilidades de desarrollar epilepsia. Sin embargo, un estudio descubrió que los supervivientes de traumatismos craneoencefálicos tienen un mayor riesgo de TEP hasta 10 años después de un traumatismo craneoencefálico moderado y más de 20 años después de un traumatismo craneoencefálico grave. Dado que los traumatismos craneoencefálicos son bastante comunes y la epilepsia puede aparecer tarde después de la lesión, puede ser difícil determinar si un caso de epilepsia fue consecuencia de un traumatismo craneoencefálico en el pasado o si el traumatismo fue fortuito.
La cuestión de durante cuánto tiempo una persona con TEP sigue teniendo mayor riesgo de sufrir convulsiones que la población general es controvertida. Aproximadamente la mitad de los casos de TEP remiten, pero los casos que se producen más tarde pueden tener menos posibilidades de hacerlo.

## Epidemiología
Los estudios han revelado que la incidencia de TEP oscila entre el 1,9 y más del 30% de las personas con LCT, variando en función de la gravedad de la lesión y del tiempo transcurrido tras la LCT durante el cual los estudios realizaron el seguimiento de los sujetos.
El traumatismo cerebral es uno de los factores predisponentes más fuertes para el desarrollo de la epilepsia, y es un factor especialmente importante en los adultos jóvenes. Los adultos jóvenes, que tienen el mayor riesgo de sufrir un traumatismo craneoencefálico, también tienen la mayor tasa de TEP, que es la mayor causa de casos de epilepsia de nueva aparición en los jóvenes. Los niños tienen un riesgo menor de desarrollar epilepsia; el 10% de los niños con TCE grave y el 16-20% de los adultos con lesiones similares desarrollan TEP. Ser mayor de 65 años también es un factor predictivo en el desarrollo de epilepsia después de un traumatismo cerebral. Un estudio descubrió que el TEP es más común en hombres supervivientes de TCE que en mujeres.

## Historia

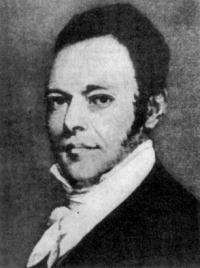
Benjamin Winslow Dudley practicó la trepanación por TEP antes de que existiera la antisepsia.

Existen registros de TEP desde el año 3000 a. C. La trepanación, en la que se hace un agujero en el cráneo, puede haberse utilizado para tratar la TEP en culturas antiguas. A principios del siglo XIX, los cirujanos Baron Larrey y WC Wells declararon haber realizado sendas operaciones para tratar la TEP.  El cirujano estadounidense Benjamin Winslow Dudley (1785-1870), educado en Francia, realizó seis trepanaciones para el TEP entre 1819 y 1832 en Kentucky y obtuvo buenos resultados a pesar de la falta de antisepsia. La cirugía consistía en abrir el cráneo en el lugar de la lesión, desbridar el tejido lesionado y, a veces, drenar sangre o líquido de debajo de la duramadre. El trabajo de Dudley fue la mayor serie de este tipo que se había realizado hasta entonces y animó a otros cirujanos a utilizar la trepanación para las convulsiones postraumáticas.  Sus informes sobre las operaciones se produjeron antes de que se aceptara que la cirugía para aliviar el exceso de presión dentro del cráneo era eficaz en el tratamiento de la epilepsia, pero ayudó a sentar las bases para que la trepanación para el TEP se convirtiera en una práctica común. Sin embargo, en 1890, el médico alemán Ernest von Bergmann criticó el procedimiento; cuestionó su eficacia (excepto en circunstancias particulares) y sugirió que las operaciones se habían declarado exitosas demasiado pronto como para saber si conferirían un beneficio a largo plazo. A finales del siglo XIX se produjo el advenimiento de la cirugía intracraneal, que operaba las lesiones cerebrales que se creía que causaban convulsiones, un paso más allá de la cirugía craneal que sólo afectaba al cráneo y las meninges. En 1893, se habían realizado al menos 42 operaciones intracraneales para el TEP en EE. UU., con un éxito limitado.
La cirugía fue el tratamiento estándar para la TEP hasta los años posteriores a la Segunda Guerra Mundial, cuando la afección recibió más atención, ya que los soldados que habían sobrevivido a traumatismos craneoencefálicos la desarrollaron. El aumento de la necesidad de fármacos para tratar la TEP condujo a ensayos con antiepilépticos; estos primeros ensayos sugirieron que los fármacos podían prevenir la epileptogénesis (el desarrollo de epilepsia).  En la década de 1970 se seguía pensando que los antiepilépticos podían prevenir la epileptogénesis;  en 1973, el 60% de los médicos encuestados los utilizaban para prevenir el TEP; sin embargo, los ensayos clínicos que habían respaldado un efecto protector de los antiepilépticos no estaban controlados; en ensayos controlados posteriores, los fármacos no lograron demostrar un efecto antiepileptógeno.  Los estudios sí demostraron que los antiepilépticos prevenían las convulsiones que se producían una semana después de la lesión, y en 1995 el grupo de trabajo de la Brain Trauma Foundation publicó una recomendación que sugería su uso para proteger contra las convulsiones poco después del traumatismo. Sin embargo, el grupo de interés especial en lesiones cerebrales de la Academia Estadounidense de Medicina Física y Rehabilitación publicó recomendaciones contra el uso profiláctico de antiepilépticos más de una semana después de la lesión en 1998 y la Asociación Estadounidense de Cirujanos Neurológicos en 2000.

## Investigación
No se conoce del todo cómo se desarrolla la epilepsia tras una lesión cerebral, y comprenderlo podría ayudar a los investigadores a encontrar formas de prevenirla, o de hacerla menos grave o más fácil de tratar. Los investigadores esperan identificar biomarcadores, indicios biológicos de que se está produciendo epileptogénesis, como medio para encontrar fármacos que puedan dirigirse a las vías por las que se desarrolla la epilepsia.  Por ejemplo, podrían desarrollarse fármacos que interfirieran en las lesiones cerebrales secundarias (lesiones que no se producen en el momento del traumatismo, sino que resultan de procesos iniciados por él), bloqueando vías como el daño causado por los radicales libres en el tejido cerebral. Una mayor comprensión de las diferencias de edad en el desarrollo de la epilepsia tras un traumatismo también podría ayudar a los investigadores a encontrar biomarcadores de la epileptogénesis.  También existe interés por encontrar más fármacos antiepilépticos, con potencial para interferir en la epileptogénesis. Ya se han desarrollado algunos fármacos antiepilépticos nuevos, como el topiramato, la gabapentina y la lamotrigina, que se han mostrado prometedores en el tratamiento de la TEP. Ningún modelo animal reúne todas las características de la epileptogénesis en humanos, por lo que los esfuerzos de investigación se dirigen a identificar uno. Un modelo de este tipo puede ayudar a los investigadores a encontrar nuevos tratamientos y a identificar los procesos implicados en la epileptogénesis.  Sin embargo, los modelos mecánicos más comunes de lesión cerebral traumática, como la lesión por percusión de fluidos, el impacto cortical controlado y los modelos de lesión por caída de peso, muestran epileptogénesis en puntos temporales crónicos con convulsiones electroencefalográficas y conductuales remotas documentadas, y una mayor susceptibilidad a las convulsiones. Se ha informado de que la TEP también puede producirse en el pez cebra, dando lugar a respuestas fisiopatológicas similares a la LCT humana.